# Випрехт фон Гройч
Випрехт фон Гройч, по прозванию Старший (der Ältere) (нем. Wiprecht von Groitzsch; ок. 1060 — 22 мая 1124, Пегау) — крупный германский феодальный владетель XI—XII веков, гауграф Бальзамгау (под именем Випрехт II), граф Гройча с 1070 года, маркграф Мейсенской и Лужицкой марок с 1123 года.

## Биография
Випрехт происходил из аристократического рода в Альтмарке. По датам первой (1085) и второй (1110) женитьбы можно предположить, что он родился не ранее 1060 года.
После смерти отца, гауграфа Випрехта I фон Бальзамгау, воспитывался у маркграфа Северной марки Лотаря Удо II в Штаде. Мать Випрехта, Сигена, вышла вторично замуж за Фридриха I фон Петтендорфа, а после и его смерти становится настоятельницей монастыря Витценбург.
Удо II дал ему в лён замок Тангермюнде, затем заменил его на Гройч в Восточной марке. Первоначально Випрехт не чувствовал себя в Гройче достаточно уверенно, и отправился со свитой в 100 человек к герцогу Чешскому Вратиславу II, став его советником. Будучи также протеже императора Священной Римской империи Генриха IV, Випрехт помогает Вратиславу II в получении королевского титула. В 1080 году Випрехт возвращается в замок Гройч, через пять лет он женится на Юдит, дочери Вратислава и его супруги, Сватавы Польской. В качестве приданого он получил гау Нисани и территорию нынешних Верхних Лужиц в районе Баутцена. В 1087 году у Випрехта и Юдит рождается сын Випрехт III.
В 1080 году Випрехт выступает на стороне Генриха IV против его соперника Рудольфа фон Рейнфельдена, в 1084 году он вместе с Генрихом выступает против папы римского Григория VII в Рим.
Випрехт участвовал в междоусобных войнах на территории нынешних земель Тюрингии и Саксонии. Так, во время набега на Цейц от убил вицелина фон Профен вместе с 17 его сторонниками. Укрывшегося в цейцской церкви другого своего врага, Хагено Тубишинского он, поджёгши церковь, вынудил покинуть своё убежище. Так как убить своего противника на священной церковной территории Випрехт не решился, то он выколол Хагено глаза. В 1090 году, каясь в грехах, граф Випрехт совершил паломничества в Рим и в Сантьяго-де-Компостела. Вернувшись, в 1091 году он основывает близ Пегау бенедиктинский монастырь Св. Иакова (освящён в 1096 году). После этого Випрехт занимается колонизацией земель вдоль реки Мульде. Для расселения сюда он привлекает население из Франконии.
После смерти Юдит в 1108 году Випрехт женится вторично в 1110 на Кунигунде, вдове графа Куно Нортгеймского, дочери маркграфа Оттона I Мейсенского. Свадьба стала двойным праздником, так как одновременно его сын Випрехт III сочетается браком с дочерью Кунигунды, Кунигундой фон Бейхлинген.
После смерти в 1105 году императора Генриха IV, Випрехт участвовал в военных походах его сына, императора Генриха V. Однако после того, как Випрехт помог своему дяде Боривою II получить княжеский престол в Чехии, Випрехт попал в немилость к императору. Его сын Випрехт III и князь Боривой II были схвачены и отправлены в замок Хаммерштейн на Рейне. Лишь в обмен на свои владения в гау Низани и Баутцене, Лайсниг и Морунген (ныне — часть города Зангерхаузен) Випрехту удалось выкупить своего сына.
В 1113 году Випрехт заключил с тюрингским графом Людвигом Скакуном и Зигфридом I фон Орламюнде союз против императора Генриха V. Однако союзники потерпели поражение от графа Хойера I Мансфельдского. Попавший в плен Випрехт был приговорён к смертной казни, заменённой на конфискацию всех его владений. До 1117 года он сидел в заключении в темнице замка Трифельс. Сын его, Випрехт III, сражавшийся 11 февраля 1115 года в битве при Вельфесхольце на стороне герцога Саксонии Лотаря Супплинбургского (будущего императора Лотаря II) разгромившего в ней Генриха V, умер в 1117 году.
После своего освобождения в 1118 году Випрехт потребовал возвращения всех конфискованных у него земель и был назначен бургграфом Магдебурга. В 1123 он купил у Генриха V Мейсенскую и Лужицкую марки. Несогласное с его властью, против Випрехта восстало местное саксонское дворянство во главе с герцогом Саксонии Лотарем Супплинбургским и изгнало его из Мейсена. Не признав указа императора, герцог Лотарь, в свою очередь, пожаловал Мейсен в 1123 году Конраду фон Веттин, а Лаузиц — Альбрехту Медведю.
В 1124 году Випрехт сильно пострадал во время пожара в своих владениях в Галле. Умер от ожогов в основанном им монастыре св. Якова в Пегау, приняв постриг.

### Надгробие
Надгробие графа, созданное спустя век после его смерти (около 1230—1240 г. Песчаник. Городская церковь, Пегау, Германия) является важным памятником средневековой скульптуры. Оно относится к серии поминальных памятников, сооруженных в XIII веке в Германии в честь первооснователей и донаторов храмов. Випрехт был донатором бенедиктинского монастыря св. Якова, в котором и умер, став монахом. Надгробие было сделано столетие спустя и является идеализированным изображением доблестного воина в доспехах с боевым знаменем в руках. Подушка под головой графа указывает, что изображен усопший. Авторами были, по видимому, скульпторы, работавшие в Вексельбурге и Фрейберге. После закрытия монастыря в 1556 году надгробие было перенесено в городскую церковь. Надгробие украшают самоцветы и стеклянные вставки; цветная раскраска относится к более позднему времени.